# Psi Octantis
Psi Octantis (69 Octantis) é uma estrela na direção da constelação de Octans. Possui uma ascensão reta de 22h 17m 50.70s e uma declinação de −77° 30′ 41.7″. Sua magnitude aparente é igual a 5.49. Considerando sua distância de 125 anos-luz em relação à Terra, sua magnitude absoluta é igual a 2.56. Pertence à classe espectral F3III.